# Парасковьевка
Парасковьевка — упразднённое село в Славгородском районе Алтайского края. Точная дата упразднения не установлена.

## География
Располагалось у юго-западного берега озера Беленькое.

## История
Основано в 1910 г. В 1928 г. посёлок Парасковьевский состоял из 62 хозяйства, в составе Херсонского сельсовета Знаменского района Славгородского округа Сибирского края.

## Население
В 1928 году в посёлке проживало 297 человек (164 мужчины и 133 женщины), основное население — украинцы.